# Lola Lonli
Lola Vyacheslavovna Lonli, née le 8 juillet 1973 à Ielets (Russie), est une artiste-peintre russe travaillant dans le style du cosmisme russe. Elle est membre du Syndicat des artistes de Russie et de la Fédération internationale des artistes. Ses œuvres font partie des collections permanentes du Centre international des Roerichs ( Moscou ), du musée d'art VV Vereshchagin Mykolaiv , du musée d'art de Simferopol et du musée d'art de Gorlovka. En 2013, ses peintures ont été incluses dans le catalogue des cosmistes russes des XXe et XXIe siècles publié par le Centre International des Roerichs. Les peintures de Lonli sont largement exposées à travers la Russie et l' Ukraine ; elle a eu plus de cinquante expositions personnelles et a participé à plus d'une centaine d'expositions collectives. Elle a créé sa propre méthode d'éducation artistique et a créé l'école d'art Treasure of the World.